# Alikvotno zaporedje
Alikvotno zaporedje je v matematiki rekurzivno zaporedje števil, kjer je vsota pravih deliteljev vsakega števila enaka naslednjemu številu v zaporedju. Dokaj ponesrečeno ime izvira iz latinske besede aliquoties - nekolikokrat, in drugače v splošnem pomeni še količino, ki deli celoto brez ostanka. Alikvotno zaporedje, ki se začne s pozitivnim celim številom k, lahko formalno definiramo v smislu aritmetične funkcije vsote števila deliteljev σ1 na naslednji način:
{\displaystyle s_{0}=k\!\,}
{\displaystyle s_{n}=\sigma _{1}(s_{n-1})-s_{n-1}\!\,.}
Funkcija {\displaystyle s(n)\,}, definirana na ta način, se imenuje omejeno število deliteljev, oziroma alikvotna vsota. Njene prve vrednosti so (OEIS A001065):
0, 1, 1, 3, 1, 6, 1, 7, 4, 8, 1, 16, 1, 10, 9, 15, 1, 21, 1, 22, 11, 14, ...
Alikvotno zaporedje za 10 je na primer 10, 8, 7, 1, 0, ker je:
σ1(10) − 10 = 5 + 2 + 1 = 8
σ1(8) − 8 = 4 + 2 + 1 = 7
σ1(7) − 7 = 1
σ1(1) − 1 = 0
Če je alikvotno zaporedje za poljuben n omejeno, se ali konča s praštevilom (oziroma z zadnjima členoma 1, 0) ali pa postane periodično. Prva števila, za katera se alikvotno zaporedje konča z 0, so (OEIS A080907):
1, 2, 3, 4, 5, 7, 8, 9, 10, 11, 12, 13, 14, 15, 16, 17, 18, 19, 20, 21, ...
njihov komplement pa je zaporedje (OEIS A126016):
6, 25, 28, 95, 119, 143, 220, ...
Periodična alikvotna zaporedja s periodo 1 so popolna števila, s periodo 2 so pari prijateljskih števil, drugače pa so družabna števila periode t.
Catalan je leta 1888 postavil vprašanje ali je vsako alikvotno zaporedje končno. Njegovo vprašanje ostaja odprti problem. Najmanjše število, za katerega se to ne ve, je 276, katerega alikvotno zaporedje so do leta 1994 izračunali do 628. člena. V intervalu [1, 103] je 5 takšnih zaporedij, ki jih generirajo števila 276, 552, 564, 660 in 966. Ta števila je prvi z računalnikom raziskoval Derrick Henry Lehmer in se imenujejo Lehmerjevih pet. V [1, 104] jih je 81, v [1, 105] 934 in v [1, 106] 9710. Vsak napredek v računanju lahko število teh zaporedij zmanjša.
Lahko upoštevamo tudi samo enotne prave delitelje poljubnega števila in imamo enotna alikvotna zaporedja. Na primer množica enotnih pravih deliteljev 28 je {1, 4, 7}.